# Ludwika Teresa de Montaignac
Ludwika Teresa de Montaignac de Chauvance, właśc. Louise Thérèse de Montaignac de Chauvance (ur. 20 maja 1820 w Hawrze, Francja, zm. 27 czerwca 1885 w Montluçon) – Francuzka, błogosławiona Kościoła katolickiego, założycielka zakonu oblatek Serca Jezusa.

## Życiorys

### Dzieciństwo
Ludwika Teresa urodziła się w katolickiej rodzinie. Jej ojciec był urzędnikiem państwowym. W 1848 rodzina przeniosła się do Montluçon (region Burbonia), z którego pochodziła. W 1830 Ludwika została oddana na wychowanie mieszkającej w Nevers ciotce – pani de Raffin, która jednocześnie była jej matką chrzestną. 6 czerwca 1833 przyjęła pierwszą komunię świętą. Wraz z opiekunką nawiedzała klasztor sióstr Najświętszej Maryi Panny w Paryżu. Tam po raz pierwszy zetknęła się z kultem Serca Jezusa.

### Choroba
W 1842 odczuła pierwsze oznaki choroby kości, której następstwa odczuwała do końca życia.

### Oblacja Sercu Jezusa
8 września 1843 złożyła ślub Sercu Jezusa.
Rok później pani de Raffin rozpoczęła planowanie przedsięwzięcia, które poprzez nabożeństwo do Serca Jezusa miałoby zjednoczyć chrześcijańskie, świeckie kobiety we Francji. Zmarła 4 grudnia 1845. Ludwika Teresa za radą duchowego kierownika, księdza Gaume, zrezygnowała ze wstąpienia do zakonu sióstr karmelitanek i postanowiła kontynuować inicjatywę ciotki.
W lutym 1848 udała się do Montluçon, aby rozpocząć działalność apostolską i zacząć formować stowarzyszenie kobiet. Założyła sierociniec i ośrodek katechetyczny dla ludzi z marginesu. Organizowała pomoc dla ubogich kościołów oraz rekolekcje dla wszystkich wiernych.
W lipcu 1863 przejęła pieczę nad wychowaniem trzech dzieci swojej zmarłej siostry. Z zapisków wynika, iż to doświadczenie pozwoliło jej lepiej zrozumieć matki rodzin, z którymi miała kontakt. 21 grudnia 1874 oficjalnie rozpoczęło swoją działalność ugrupowanie pod nazwą „Pobożne Stowarzyszenie Oblatek Serca Jezusa”. W grudniu 1875 Ludwika Teresa została mianowana Sekretarzem Generalnym „Apostolstwa Modlitwy”, prowadzonego przez ojca Ramière SJ. Dzięki temu stanowisku nawiązała nowe znajomości w świecie kościelnym.
Stowarzyszenie oblatek rozwijało swoją działalność, także poza granicami Francji. Nastąpił podział kobiet na oblatki świeckie, żyjące we wspólnocie (dawniej zjednoczone), zakonne (profeski) i zjednoczone, żyjące w swoim środowisku (dawniej agregowane). Powstały nowe domy zakonne. 17 maja 1880 Ludwika Teresa została wybrana przełożoną generalną Zgromadzenia. 4 października 1881 papież Leon XIII zatwierdził działalność nowego zakonu.
W 1882 założyła stowarzyszenie „samuelitów”, przygotowujące i umożliwiające wstąpienie do seminarium. Zmarła 27 czerwca 1885 w opinii świętości.

## Kult
28 marca 1988 w obecności papieża Jana Pawła II został ogłoszony dekret o heroiczności cnót Sługi Bożej, a 3 marca 1990 dekret uznający cud przypisywany Ludwice Teresie.
4 listopada 1990 w bazylice św. Piotra w Rzymie odbyła się jej beatyfikacja.